# Lenkflugkörper Neue Generation
Der Lenkflugkörper Neue Generation (LFK NG) war eine neue Boden-Luft-Rakete, die von MBDA Deutschland GmbH und Diehl BGT Defence für die Bundeswehr entwickelt wird. Sie wird die Standardbewaffnung des neuen Systems Flugabwehr (SysFla) sein, kann aber auch vertikal aus Startschächten oder horizontal vom Eurocopter Tiger abgefeuert werden.
Die Lenkrakete besitzt einen hochauflösenden Infrarot-Sucher, der selbst Ziele mit geringer Wärmeabstrahlung (wie z. B. andere Raketen, Marschflugkörper, UAVs, Flugzeuge und Helikopter) registrieren kann. Der Penetratorgefechtskopf ermöglicht es, auch gepanzerte Ziele zu bekämpfen. Ein Datenlink ermöglicht „lock-on after launch“, also den Start ohne vorherige Zielerfassung durch den Suchkopf, was z. B. die Bekämpfung von Hubschraubern hinter Deckungen erlaubt. Durch einen Doppelpulsmotor ist die Rakete selbst im Endanflug noch sehr agil.
Das Projekt wurde 2011 eingestellt.